# Вангерогский диалект
Вангерогский диалект — вымерший диалект восточнофризского языка. Ареалом диалекта до приблизительно 1930 года был немецкий восточно-фризский остров Вангероге. Последний носитель вангерогского диалекта умер в 1950 году. На сегодняшний день осталось лишь несколько человек, которые слышали, как говорят на диалекте. Тем не менее, о диалекте известно довольно много, потому что имеется множество документов на вангерогском.

## Классификация

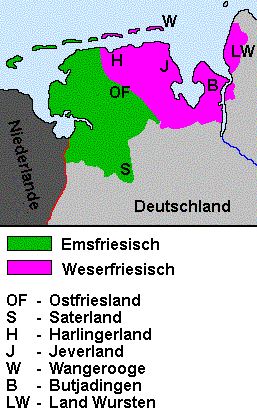
Языковая карта восточнофризских диалектов на территории современной Нижней Саксонии

Вангерогский диалект принадлежит к везерской группе диалектов восточнофризского языка, на котором говорили в восточной части Восточнофризского полуострова, в бывшем Рюстрингене и в Вурстене. Вангерогский был последним представителем этой группы диалектов.

## История
Письменные свидетельства времён древнефризского периода на острове Вангероге не сохранились. Тем не менее, кроме двух так называемых Рюстригских рукописей, датируемых приблизительно 1300 годом, есть ещё два текста из области везерского диалекта древнефризского языка, язык которых, вероятно, был очень похож на старую форму вангероогского.
В XIX веке восточнофризский язык был почти полностью вытеснен диалектами нижнесаксонского в течение нескольких поколений. Только в двух отдалённых районах Ольденбурга всё ещё сохранялись диалекты языка. Это были Затерланд, где до сих пор ещё жив местный диалект, и остров Вангероге. Для вангерогцев в первой половине XIX века их диалект всё ещё был повседневным языком общения. Только из-за штормового прилива зимой 1854/55 года небольшое, но всё ещё стабильное языковое сообщество острова Вангероге оказалось в серьёзной опасности. Большинство жителей острова после наводнения переехали в Фарель и основали там поселение Ной-Вангероге. Когда через несколько лет остров был повторно заселён, бывшие жители не вернулись на Вангероге.
Из-за разделения языкового сообщества, вангерогский уже не был жизнеспособным в долгосрочной перспективе. Тем не менее, диалект ещё оставался на острове в течение нескольких десятилетий, а на материке даже ещё дольше. На Вангероге последний носитель диалекта умер около 1930 года, а в 1950 году два последних носителя вангерогского скончались в Фареле. Так что на текущий момент диалект считается вымершим.
Юрист и лингвист-любитель Генрих Георг Эрентраут (1798—1866) из Евера ещё до катастрофического наводнения сделал обширные записи вангерогского фризского диалекта и опубликовал результаты своего исследования в серии трудов Friesisches Archiv, которую он основал. В 1990-х годах в архиве одной из бывших латинских школ в Евере наконец было обнаружено и опубликовано множество неизданных записи Эрентраута. В них был тщательно задокументирован вангерогский диалект.
Профессор германистики и исследователь диалектов из Галле Отто Бремер отправился на Вангероге и в Ной-Вангероге в 1898 году для изучения диалекта. В 1924 году он записал на восковых цилиндрах фонографа образцы диалекта, которому уже грозило исчезновение. В своём последнем завещании Бремер пожелал, чтобы они были записаны на пластинках шеллака, что выполнил его преемник Рихард Виттзак. Теперь они являются частью звукового архива Галле-Виттенбергского университета. Виттзак в 1938 году при участии Дитриха Герхардта и Эдгара Фурхопа также опубликовал краткий текст на вангерогском диалекте, основанный на фонограммах.